# Gréoux-les-Bains
Gréoux-les-Bains är en kommun i departementet Alpes-de-Haute-Provence i regionen Provence-Alpes-Côte d'Azur i sydöstra Frankrike. Kommunen ligger  i kantonen Valensole som ligger i arrondissementet Digne-les-Bains. År 2022 hade Gréoux-les-Bains 3 088 invånare.

## Befolkningsutveckling
Antalet invånare i kommunen Gréoux-les-Bains
Referens: INSEE